# باب‌الباغ
درباغ، روستایی از توابع بخش مرکزی شهرستان اردستان در استان اصفهان ایران است. این روستا با نام درباغ نیز شناخته میشود

## جمعیت
این روستا در دهستان کچو قرار دارد و براساس سرشماری مرکز آمار ایران در سال ۱۳۸۵، جمعیت آن ۲۵۲ نفر (۸۵خانوار) بوده‌است.

## نام روستا
این روستا با نام اصلی درباغ از گذشته مشخص شده‌است بسیاری از افراد در یک غلط مشخص نام روستا را باب الباغ می‌نامند که ترکیب نا متجانس و ناموزون دوکلمه عربی و فارسی است باب یک لغت عربی و باغ یک لغت فارسی است.                                                                                                                                                                                                                                                                                                                                               مکان های دیدنی:                                                                                                                                                                                                                                                                                                                                                                                                                  برای گفتن مکان های دیدنی این روستا میتوان به لب سرخ بالا و پایین و مسجد این روستا و کوچه باغ های درباغ اشاره کرد

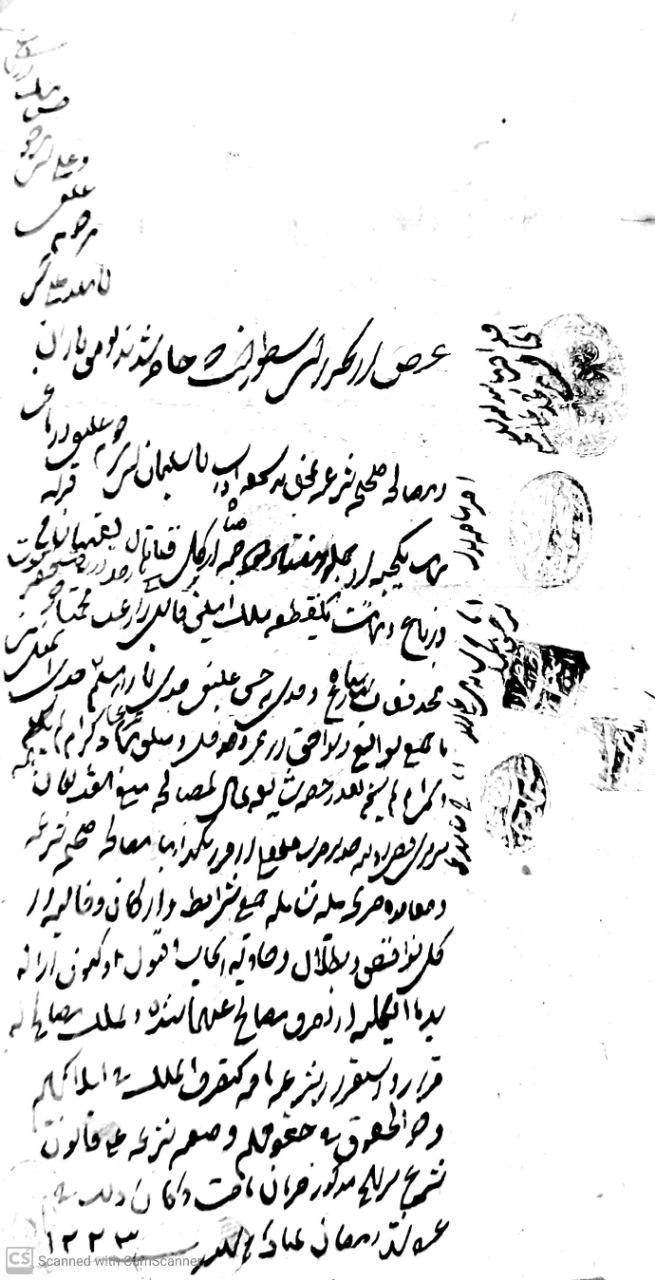
نمونه صلح نامه در باب انتقال اموال در روستای درباغ که اسم روستا به دقت در ابتدای سطر چهارم قید شده‌است